# Nicholas Markowitz
Nicholas Samuel "Nick" Markowitz (19 de septiembre de 1984-9 de agosto de 2000) fue un adolescente estadounidense secuestrado y asesinado por una disputa relacionada con dinero de drogas, en la que su medio hermano Benjamin Markowitz y el traficante de drogas Jesse James Hollywood, hoy condenado por el crimen, se vieron involucrados. Nick vivía en West Hills, Los Ángeles, California, con sus padres, Susan y Jeff. Nicholas es recordado como un chico divertido y gracioso, con mucha energía e involucrado en su colegio, realizando actividades deportivas y participando en obras teatrales escolares. 

## Secuestro
El medio hermano mayor de Nicholas, Benjamin Markowitz, tenía muchos problemas con el narcotraficante Jesse James Hollywood. Benjamin tenía una deuda con Hollywood de 1 200 dólares, debido a sus negocios con las drogas y otras actividades delictivas. El domingo 6 de agosto de 2000, Hollywood y algunos de su banda salieron en busca de Benjamin (quien estaba ocultándose) para cobrarse su deuda o tomar represalias. No dieron con él, pero durante el viaje a su casa, encontraron a su hermano Nick (Nicholas). Al verlo, la banda decidió secuestrarlo como chantaje para que Benjamín pagara la deuda, así que tomaron a Nicholas y lo metieron a la fuerza en la furgoneta blanca en la que viajaba el grupo.
Poco antes de las 13:00 de ese día, Pauline Ann Mahoney y sus hijos regresaban a su casa desde la iglesia en su coche cuando Pauline vio a un grupo de jóvenes que estaban golpeando a otro joven. "Lo estaban golpeando muy fuerte", testificó en el juicio. "Entonces lo tomaron y lo tiraron dentro de la furgoneta, y esta empezó a moverse". En cuanto Pauline llegó a casa, llamó a la policía y les describió la situación, así como la matrícula del vehículo. Más tarde un oficial visitó a la familia para hacer más preguntas.
Hollywood y su banda le contaron a Nicholas por qué lo habían retenido y le explicaron que lo iban a mantener escondido un par de días. La banda comenzó a ofrecer drogas a Nicholas y le invitaron a sentirse parte del grupo. La banda de Hollywood y el chico viajaron a Santa Bárbara, California, y estuvieron en varias fiestas. Las investigaciones revelaron que varios testigos vieron a Nicholas en fiestas y reuniones y nunca lo denunciaron. Era el centro de las fiestas, siendo apodado "The Stolen Boy" (en español, "El Chico Robado"). A la mayoría de los jóvenes participantes de las fiestas se les concedió la inmunidad a cambio de testificar en el juicio.
Nicholas, Hollywood y el grupo fueron a un motel de Santa Bárbara, California, llamado The Lemon Tree Inn. La banda organizó otra fiesta en la piscina del hotel. Se sabe que Nicholas mantuvo relaciones, su primera vez, con una chica de 17 años que se encontraba en la fiesta. Después de la fiesta, la banda hizo creer al chico que volvería a su casa pronto. Entonces Hollywood llamó a Ryan Hoyt, un miembro de su banda que le debía un favor. Para intentar evitar cualquier problema (el secuestro tiene pena de cadena perpetua en EE. UU.) Hollywood dio a Hoyt una TEC-9. Dos miembros de la banda decidieron cometer el homicidio en unas montañas cercanas a Santa Bárbara. Los dos cavaron una zanja poco profunda, a modo de tumba, y volvieron al motel a por Nicholas.
Hoyt y otro miembro de la banda llevaron a Nicholas al lugar donde habían escarbado con la excusa de llevarle a casa. Ataron sus manos a la espalda con cinta de embalar y usaron la cinta para tapar su boca también. Hoyt entonces golpeó a Nicholas en la nuca con la pala que habían usado para cavar y luego disparó nueve veces sobre él con la Tec-9 que le había dado Hollywood. Los miembros de la banda intentaron esconder el arma entre las piernas del cuerpo, mientras tapaban el cadáver con arena y ramas. Debido a que la tumba era poco profunda, y que se encontraba muy cerca de un camino transitado por senderistas, fue encontrada poco después, el 12 de agosto de 2000. Ryan Hoyt, Jesse Rugge, William Skidmore y Graham Pressely fueron capturados rápidamente y acusados del asesinato.

## Secuestradores
- Ryan Hoyt, de 21 años. Acusado por asesinato en primer grado, fue condenado a pena de muerte. Su juicio terminó en febrero del 2003. En la actualidad se encuentra en el corredor de la muerte, en la Prisión Estatal de San Quentin.
- Jesse Rugge, de 20 años. Acusado por cómplice de secuestro y asesinato de Nicholas Markowitz. Rugge fue el miembro de la banda que amordazó y ató las manos del muchacho. El juicio finalizó en septiembre del 2002. Fue condenado a cadena perpetua, con posibilidad de reducción de condena tras los primeros 5 años.
- William Skidmore, de 20 años. Fue condenado por robo y secuestro, está cumpliendo una condena de 9 años en una prisión estatal. Su juicio terminó en septiembre del 2002 y tiene derecho a reducción de condena.
- Graham Pressely, de 17 años. Se le intentó juzgar en dos ocasiones como un adulto, en julio y octubre del 2002, pero se le condenó finalmente como menor. Fue el que cavó la zanja que serviría de tumba a Nicholas. Fue condenado a detención en un centro correccional juvenil hasta cumplir los 25 años, sin posibilidad de tener reducción de condena.
- Jesse James Hollywood. Tras el asesinato, escapó de la justicia rápidamente, y estuvo desaparecido un tiempo. El 12 de enero de 2004 llega a aparecer en la lista de los más buscados por el FBI. Hollywood fue encontrado en Saquarema, Brasil. En ese país conoció a Marcia Reis y comenzaron una relación sentimental, llegando Hollywood a hablar de formar una familia. Las autoridades brasileñas alertaron a la justicia norteamericana de que si Hollywood tenía un bebé en territorio brasileño sería problemático llevar a cabo una deportación. Los agentes norteamericanos y brasileños trabajaron juntos hasta llegar a la conclusión de que Hollywood se vería con una prima en el Lake's Shopping, en el centro de la ciudad costeña de Saquarema, Río de Janeiro, Brasil. Fue finalmente capturado el 8 de marzo de 2005, juzgado y condenado a cadena perpetua sin posibilidad de libertad condicional.

## Alpha Dog
En enero de 2007, la película Alpha Dog, dirigida por Nick Cassavetes, basada en el secuestro y asesinato de Nicholas Markowitz, fue estrenada en los Estados Unidos. El lanzamiento fue retrasado por culpa del juicio de Hollywood, ya que su abogado alegó que el film podría distorsionar el veredicto sobre su defendido.